# TI-84 Plus シリーズ
TI-84 Plus シリーズとは、テキサス・インスツルメンツ(TI)が製造するグラフ関数電卓のシリーズである。アメリカ合衆国のグラフ関数電卓市場で高いシェアを誇る。

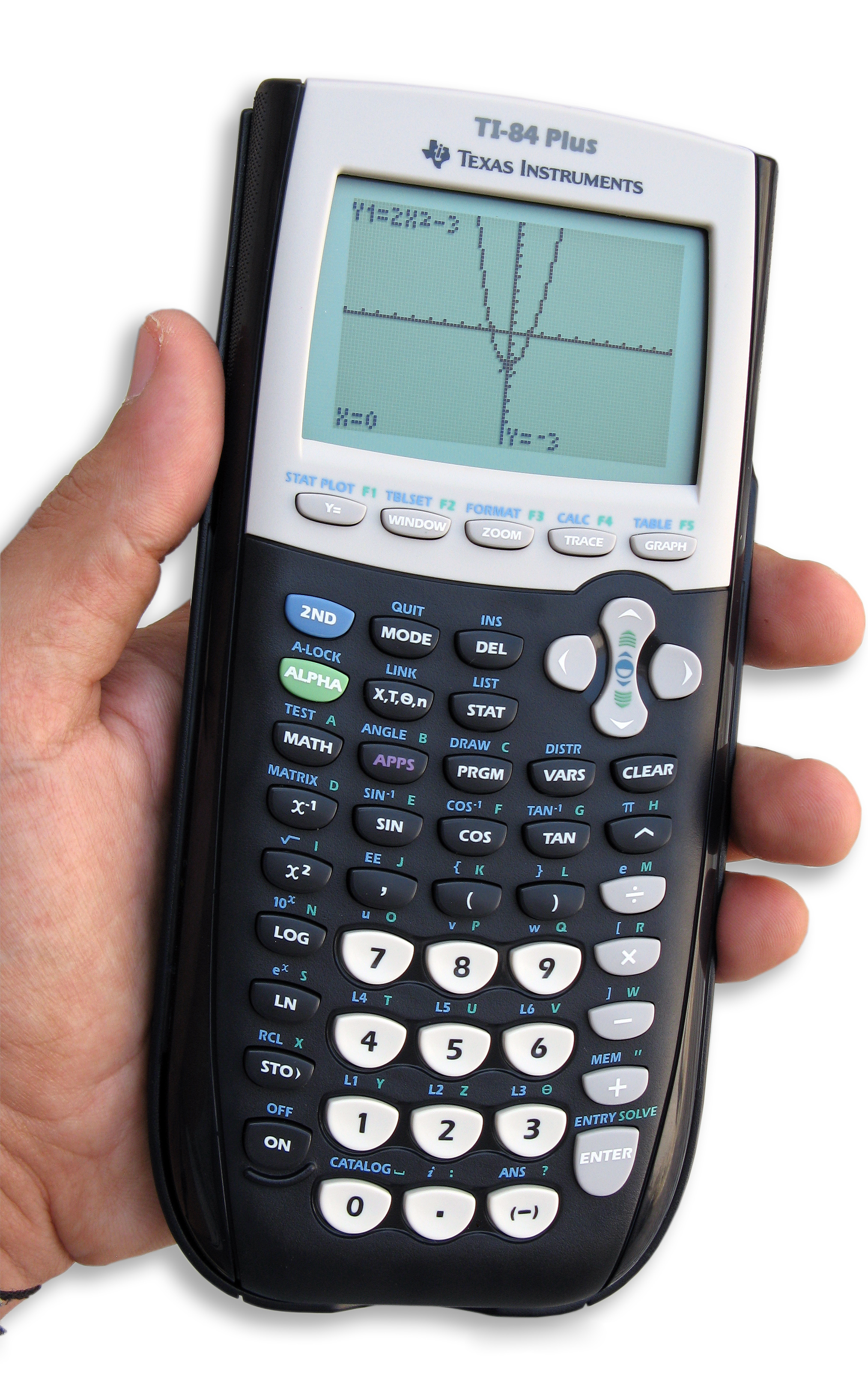
TI-84 Plus

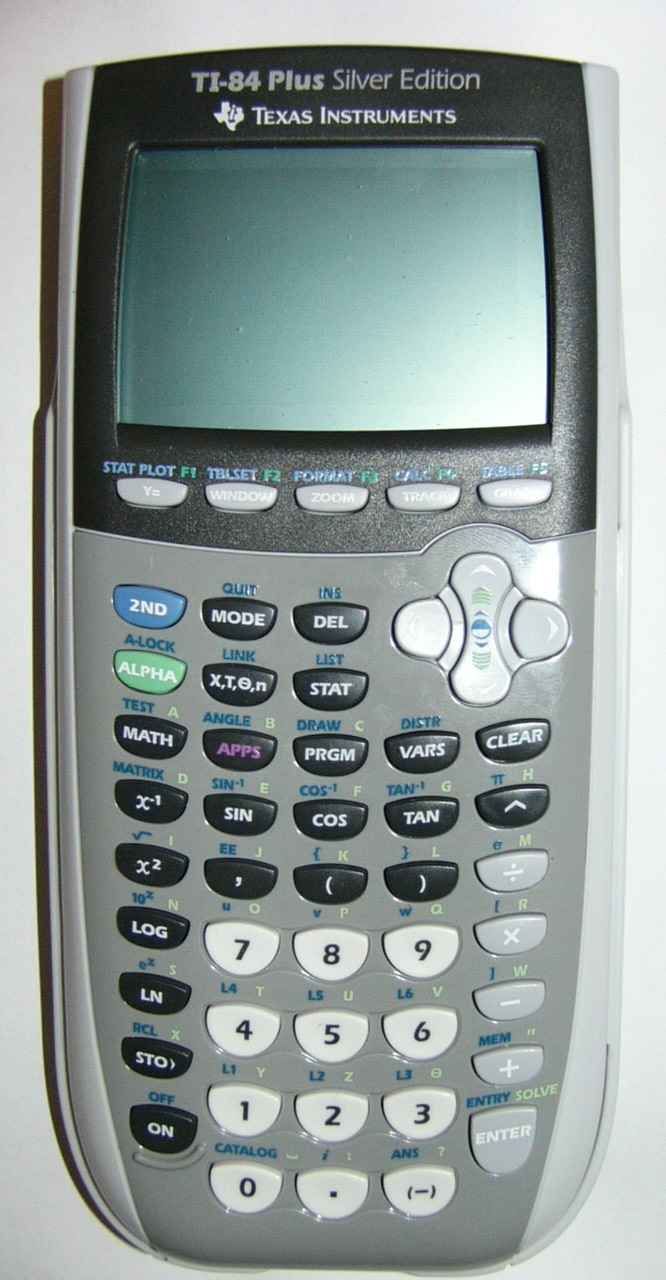
TI-84 Plus Silver Edition

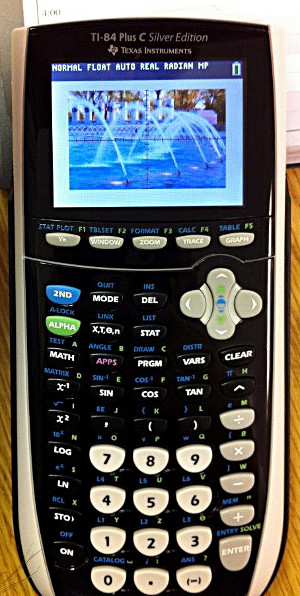
TI-84 Plus C Silver Edition

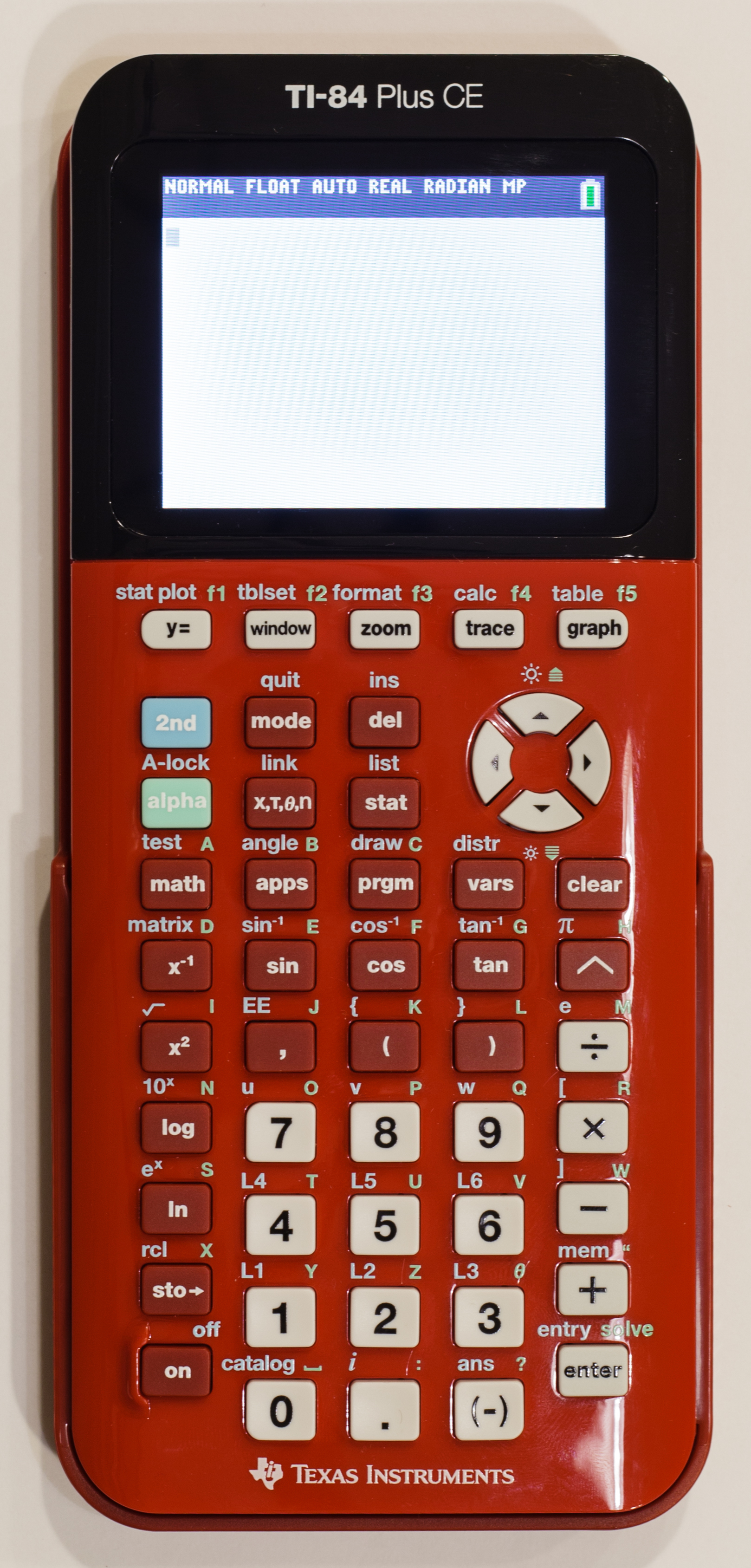
TI-84 Plus CE

## 概要
2004年4月、TI-83 シリーズの後継として TI-84 Plusシリーズが登場した。TI-84は存在しない。外観はかなり変化したが、基本的な機能にはあまり変化はない。白黒液晶画面96x62画素は同様である。
主な改良点は、組み込み関数の追加、高速化とメモリ増量、時計機能内蔵、USBポート内蔵である。TI-84 Plus は TI-83 Plus の 2倍のフラッシュメモリ（1MB）を内蔵し、TI-83 Plus (Z80 6MHz) の 2.5倍のクロック周波数（Z80 15MHz）である。
オペレーティングシステムと数学関数はほぼ同じで、USBにより電卓同士を接続可能である。オペレーティングシステムの機能追加により、フラッシュメモリ上のユーザーが使える領域がやや減っている。また、USBポートや時計のアップデートを常時行うため、計算性能はCPUクロック周波数が同一の TI-83 Plus Silver Edition (Z80 15MHz) よりも若干劣っている。
TI-84 Plusと同時期（2004年）にTI-84 Plus Silver Editionも発売された。異なる点は、フラッシュメモリが1MBから2MBへ増えたこと、外装(faceplates)を取替え可能にしたこと、いくつかのプログラムがプリインストールされている程度である。そのプログラムはTI-84 Plusでもダウンロードすれば使える。
TI-84 PlusとTI-84 Plus Silver Editionは当初128KBのRAMを搭載していたが、後に48KBに減らされている。ただし、どちらにしてもユーザーは24KBのRAMしか使えないので、ユーザーから見た仕様は同一である。ただし、この変更によって、動作しなくなるプログラムもあった。
2011年、TI社はフランス市場のためにTI-84 Plusを小型化したバージョンであるTI-84 Pocket.frを発売した。
2012年、TI社はアジア市場のためにTI-84 Plus Silver Editionを小型化したバージョンであるTI-84 Plus Pocket SEを発売した。
2012年10月、TI-84 Plus C Silver Editionが発売された。320x240画素のカラー液晶画面に変更され、フラッシュメモリも4MBに増量された。バッテリーは乾電池から充電可能な内蔵バッテリーになった。インターフェースは2.5mm I/Oリンクポートとmini USBポートを搭載している。ただし、CPUはZ80（15MHz）のままで高速化していないし、RAMも初期型のTI-84 Plus と同じ128KBである。
2015年春、TI-84 Plus CEが発売された。外観が変わり、性能が大幅に向上した。前機種と同様に320x240画素のカラー液晶画面を搭載。CPUがeZ80へ変更され、クロックは15MHzから48MHzへ向上した。RAMは256KB、フラッシュメモリは4MBへ増量された。2.5mm I/Oリンクポートは削除され、USBポートの位置が移動し、充電LEDが追加された。カラーバリエーションが多く、2018年5月現在9色が存在する。
2021年、TI-84 Plus CE-T Python EditionとTI-84 Plus CE Pythonが発売された。OSバージョン5.6以上でPythonでプログラムすることができる。

## 米国のグラフ電卓市場での高いシェア
調査会社NPDデータ社によると、テキサス・インスツルメンツ社のグラフ電卓は2013年7月～2014年6月のアメリカ合衆国のグラフ電卓市場の93%を占めている。残りの7%はカシオ計算機が占めており、ヒューレット・パッカード社のシェアは皆無に等しい。
テキサス・インスツルメンツ社がこのような独占的な立場になれたのは、TI-84 Plusシリーズの貢献が大きい。アメリカの学校教育で使用される電卓のほとんどが TI-84 Plusシリーズだからである。学校教育では電卓を統一しないと教育に不便だという事情があり、その標準的な地位をTI-84 Plusシリーズが勝ち取ったのである。
バークレイズのアナリストであるブレイン・カーティスによれば、2014年時点の基本モデルTI-84 Plusの製造原価は推定でわずか$15〜$20にすぎないという。それにもかかわらず、基本モデルTI-84 Plusの実売価格は$90〜$120であり、実売価格の50%以上がテキサス・インスツルメンツ社の利益と考えられている。
同社の電卓事業は同社のファイナンシャルレポートの"Other"（その他の事業）にまとめられているため実態は不明である。「その他の事業」は2013年時点でテキサス・インスツルメンツ社の営業利益の30.8%を占めていた（2013年度のファイナンシャルレポートによると、その他の営業利益は7.88億ドル）。電卓事業の営業利益が具体的にどれほどなのかは不明だが、TI-84 Plusシリーズはテキサス・インスツルメンツ社に多くの利益をもたらしていると思われる。
TI-84 Plusシリーズがこのような高価格で販売できるのは、学校で使用する電卓として独占的な立場にあるため価格競争をする必要がないからである。
カシオ計算機はTI-84 Plusの対抗機種として fx-9860GII を希望小売価格$79.99で発売している。参考ではあるが、アメリカのAmazonによると、実売価格は2016年11月時点でわずか$54に過ぎない。しかし、これだけ安いにもかかわらず、TI-84 Plusのシェアを奪うことにはまだ成功していない。アメリカの学校の教師がTI-84 Plusに慣れているので、他機種の操作方法を覚えることに不安があることと、購入代金を負担するのは生徒ではなく、生徒の親なので、価格はそれほど重要ではないのが実情である。

## 技術仕様（TI-84 Plus/TI-84 Plus Silver Edition）[10]
- CPU:  Z80 15 MHz（6 MHz 互換モードあり）
- フラッシュメモリ
  - Plus Edition: 1MB（ユーザー利用可能領域は480KB）
  - Silver Edition: 2MB（ユーザー利用可能領域は1.5MB）
- RAM: 128KBだったが、後に48KBに減少（ユーザー利用可能領域はどちらにしても24KB）
- ディスプレイ:
  - テキスト: 16文字8行（標準フォント）
  - グラフィックス: 液晶96×64画素、白黒（ソフトウェア・グレースケールが利用可能）
- I/O
  - 2.5mm I/O リンクポートx1, 9.6 kbit/s
  - 50 ボタンの内蔵キーパッド
  - USBポートx1
- 電源
  - 単4電池x4とSR44SWボタン電池x1（バックアップ用）
- 内蔵プログラム言語:
  - TI-BASICと機械語。
  - アセンブリ言語とC言語は、コンピュータ上でZ80向けのクロスコンパイラなどが必要。

## 技術仕様 (TI-84 Plus C Silver Edition)[11]
- CPU:  Z80 15 MHz（6 MHz 互換モードあり）
- フラッシュメモリ
  - 4MB（ユーザー利用可能領域は3.5MB）
- RAM: 128KB（ユーザー利用可能領域は21KB）
- ディスプレイ:
  - グラフィックス: 液晶320×240画素、16bitカラー
- I/O
  - 2.5mm I/O リンクポートx1, 9.6 kbit/s
  - 50 ボタンの内蔵キーパッド
  - USBポートx1
- 電源
  - 充電可能内蔵バッテリー
- 内蔵プログラム言語:
  - TI-BASICと機械語。
  - アセンブリ言語とC言語は、コンピュータ上でZ80向けのクロスコンパイラなどが必要。

## 技術仕様 (TI-84 Plus CE)[12]
- CPU:  eZ80 48 MHz（最大）
- フラッシュメモリ
  - 4MB（ユーザー利用可能領域は3.0MB）
- RAM: 256KB（ユーザー利用可能領域は154KB）
- ディスプレイ:
  - グラフィックス: 液晶320×240画素、16bitカラー
- I/O
  - 50 ボタンの内蔵キーパッド
  - USBポートx1
- 電源
  - 充電可能内蔵バッテリー（1200mAh）
- 内蔵プログラム言語:
  - TI-BASICと機械語。
  - アセンブリ言語とC言語は、コンピュータ上でZ80向けのクロスコンパイラなどが必要。